# Rich Nantais
Richard François Nantais (Kanada, Québec, Repentigny, 1954. október 27. –) kanadai jégkorongozó.

## Karrier
Junior karrierjét a QMJHL-es Québec Rempartsban kezdte 1970-ben és 1974-ig játszott itt. Kétszer is draftolták: egyszer az NHL-es Minnesota North Stars az 1974-es NHL-amatőr drafton a második kör 24. helyén, majd a WHA-as Houston Aeros az 1974-es WHA-amatőr drafton a harmadik kör 44. helyén. A draftok után az AHL-es New Haven Nighthawksba került fél idényre és az a másik felet a Minnesota North Starsban töltötte. Az 1975–1976-os szezont három AHL-es csapatban töltötte: New Haven Nighthawks, Springfield Indians, Richmond Robins. De a szezon végén öt mérkőzésre ismét játszhatott a Minnesota North Starsban. A következő szezont a North Starsban töltötte. Az 1977–1978-as szezonban a CHL-es Fort Worth Texansban szerepelt. A szezon végén visszavonult.

## Díjai
- Adams-kupa: 1978